# L-1機警聯絡機
L-1機警聯絡機（英語：Vigiliant）（公司名稱Model 74）是一款由史汀森飛機公司研製的輕型聯絡機。1942年之前，該機型一直由美國陸軍航空隊使用，名稱為O-49。

## 發展

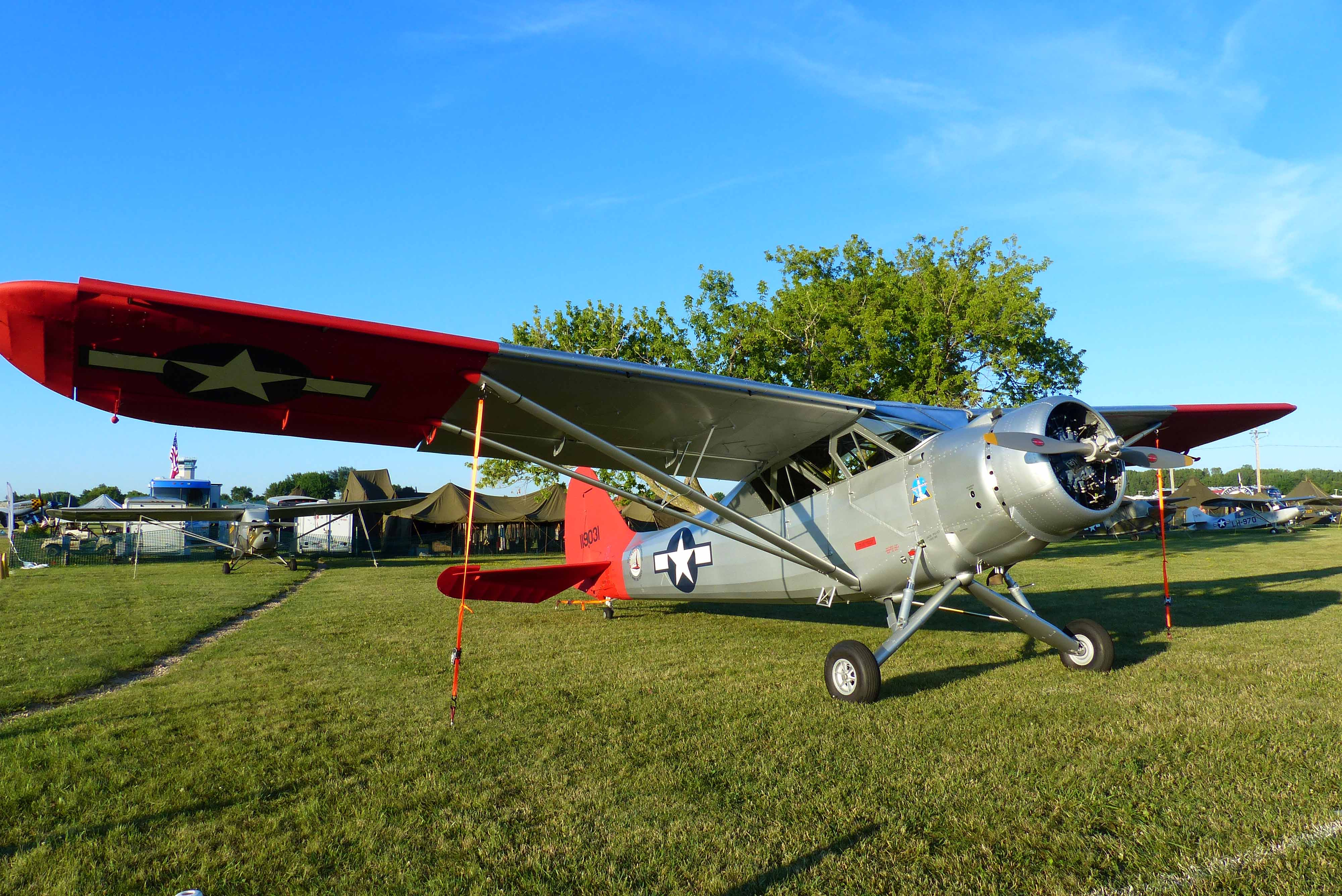

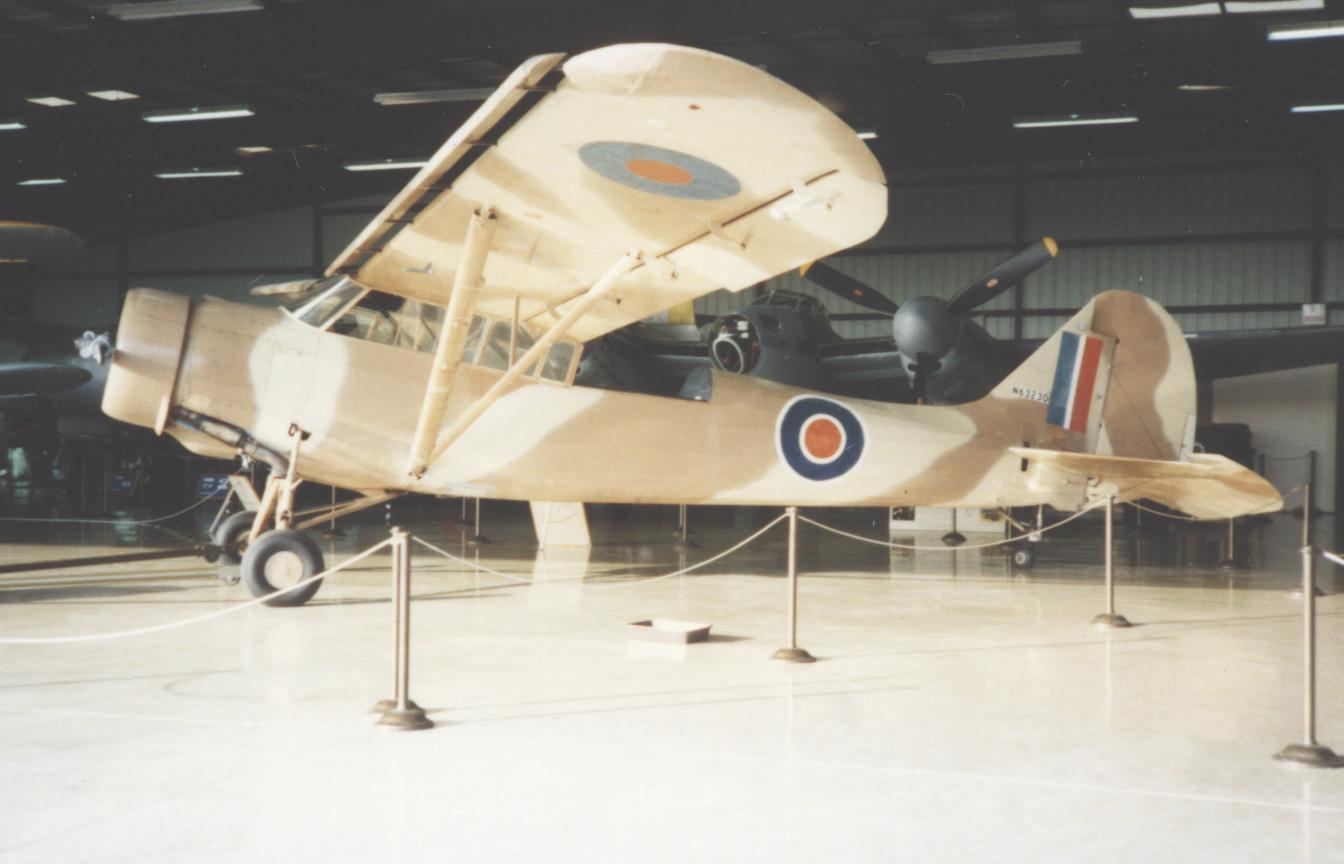

1937年，德國製造的Fi 156年在瑞士蘇黎世舉行的第四屆國際航空大會上展示後，震驚了美國。美國陸軍航空兵團於是提出要求相似性能的同類型飛機。開發計畫於1938年1獲得批准，設計和性能規格於1938年4月確定，並於1938年8月向製造商發布了正式設計計畫的通函提案。史汀森（後來成為伏尔梯的一個部門）戰勝了包括YO-50和 YO-51在內的11個競爭對手，獲得一份價值150萬美元的合約。
史汀的Model 74是一款採用星形發動機的徑高翼單翼飛機，具有大型後緣開縫襟翼和全翼展前緣自動縫翼，可實現低速、高升力、短場起降。陸軍給予Model 74編號YO-49並進行下一步的評估（YO-50和YO-51也是同理），試飛員Al Schramm 於1940年7月15日進行首次飛行。
YO-49的機身採用鉻鉬鋼管，並覆蓋有摻雜棉織物；引擎罩和機翼前方的機身完全用鋁封住。控制面和尾翼是織物覆蓋的不鏽鋼。至少12架改裝成救援飛機的L-1配備Edo49-4000 浮筒（排水量4,000磅），用於兩棲起降
L-1能夠以每小時31英里的速度保持穩定、水平的飛行，並且在小於時速20英里的微風中，它能夠在小於其自身機體長度的距離內降落。在無風的情況下，L-1可以在200英尺直徑的圓圈內著陸和再次起飛，並在50英尺的障礙物上著陸時，它可以停在300英尺範圍內的干草皮上，地面滾動約為10 英尺。
L-1機警聯絡機能夠執行多樣任務，包括牽引訓練滑翔機、火砲定位、聯絡、緊急救援、運輸物資和執行特殊任務。由於對該機型性能的滿意，陸軍航空軍隨後又簽訂了一份O-49A合同。相較於O-49(L-1)，O-49A具由加長的機身，並配備更新型的通訊設備。1942年4月，這架飛機被重新命名為L-1和L-1A。根據租借法案，多達17架L-1和96架L-1A分配給英國皇家空軍，實際交付的飛機數量各不相同。英國皇家空軍分別將L-1和L-1A命名為「Vigilant Mk I」和「Vigilant Mk II」。二戰期間加拿大第一歐洲軍駐司令哈里·克雷拉將軍擁有一架L-1供個人使用。
而後，該機被後續的L-4草蜢式聯絡機、L-5哨兵式聯絡機等更新式的飛機所取代。美國海軍則於1943至1944年隊L-1進行改裝，用於边界层控制装置實驗。

## 參考

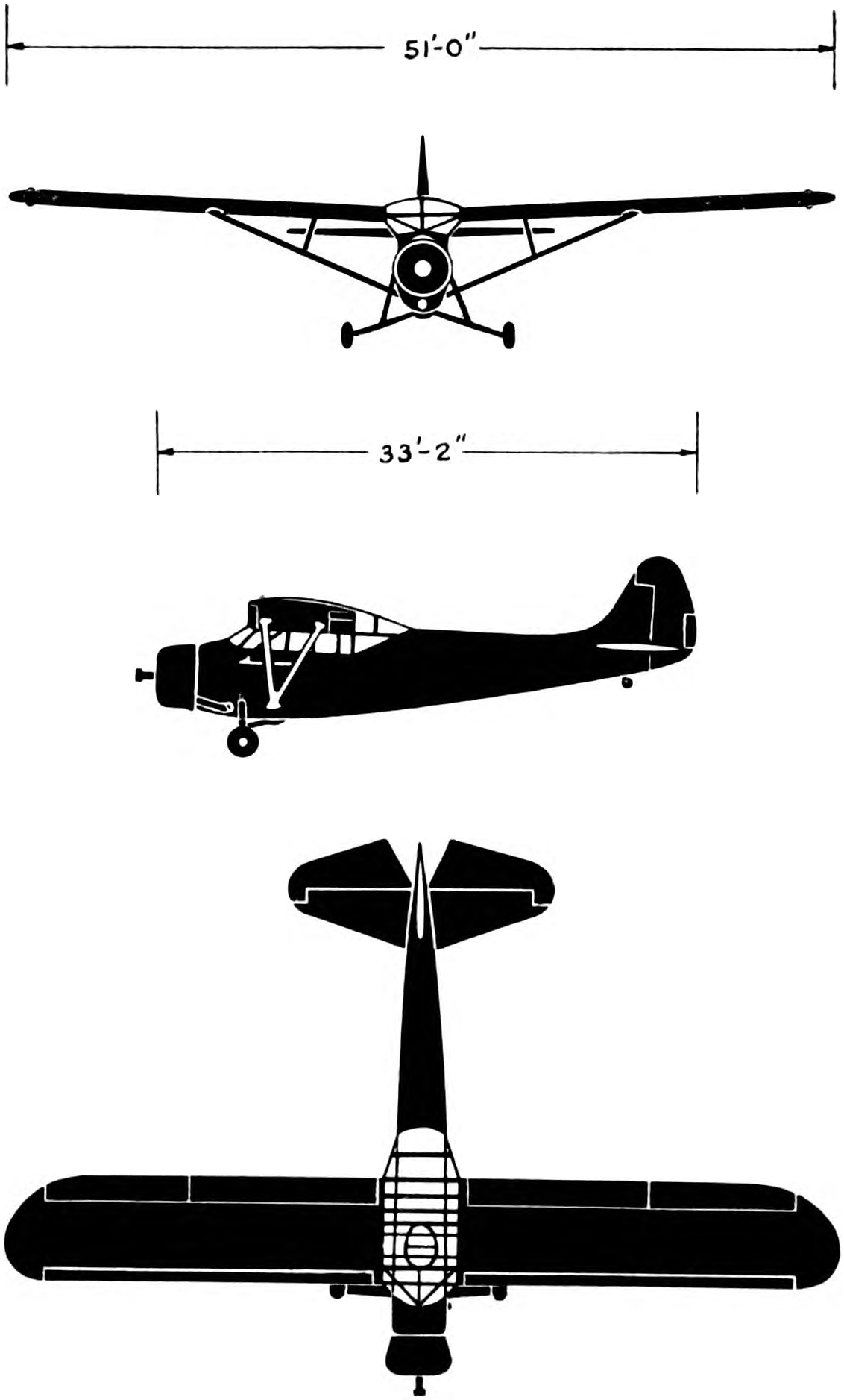
3-view silhouette of the Vultee L-1 Vigilant

## 型號

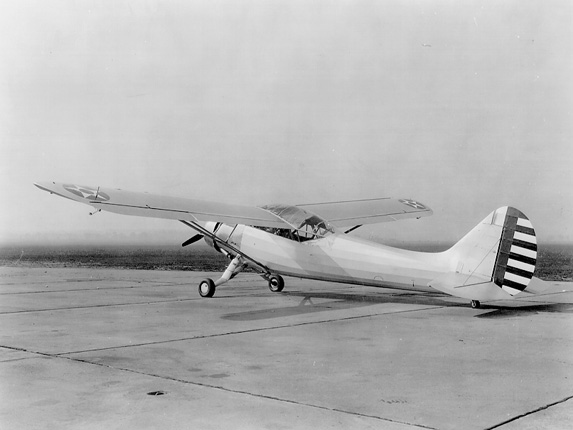
二戰期間在帕特森機場保持警戒的 O-49

Stinson Model 74公司編號
O-49 Vigilant美國陸軍第一批量產型的編號，共142架
L-1 Vigilant於1942重新命名的O-49.
O-49A Vigilant機身加長13in(33cm)的版本，共182架 
O-49B Vigilant救援飛機的版本，共3-4架
L-1A Vigilant1942年重新命名的O-49A
L-1B Vigilant1942年重新命名的O-49B
L-1C VigilantL-1A的救援飛機版本，共113架
L-1D VigilantL-1A的滑翔教練機版本，共14到21架
L-1E VigilantL-1的兩棲救援版本，共7架
L-1F VigilantL-1A的兩棲救援版本，共5架
Vigilant Mk I英國空軍的L-1，共14架
Vigilant Mk II英國空軍的L-1A，原先預計分配到96架，最終交付13-54架 delivered
CQ-2 Vigilant由美國海軍改裝成目標控制飛機的L-1A，數量不詳 converted

### 書目
- Adcock, Al. US Liaison Aircraft in action (Aircraft in Action: No. 195). Carrollton, Texas: Squadron/Signal Publications, 2005. ISBN 978-0897474870.
- Donald, David (ed.). American Warplanes of World War II. London: Aerospace Publishing, 1995. ISBN 1-874023-72-7.
- Eden, Paul and Soph Moeng (eds.). The Complete Encyclopedia of World Aircraft. London: Amber Books Ltd., 2002. ISBN 0-7607-3432-1
- Gray, James H. L-5 History Blog #17 (2021), and notes from the Wright Field Liaison Program papers at the National Archives. www.sentinelclub.org.Template:Nonspecific
- Merriam, Ray (ed.). World War II Journal #15: U.S. Military Aircraft of World War II. Bennington, Vermont, USA: Merriam Press, 2002. ISBN 1-57638-167-6.
- Ogden, Bob. Aviation Museums and Collections of North America. Tonbridge, Kent, UK: Air-Britain (Historians ) Ltd, 2007. ISBN 0-85130-385-4.
- The Illustrated Encyclopedia of Aircraft (Part Work 1982–1985). London: Orbis Publishing, 1985.

## 外部連結
- Vultee L-1A Vigilant, National Museum of the United States Air Force
- Stinson O-49 on aerofiles （页面存档备份，存于）